# Tiếng Pict
Tiếng Pict là một ngôn ngữ tuyệt chủng từng được nói bởi người Pict, một dân tộc sống ở miền đông và bắc Scotland từ cuối thời đồ sắt tới sơ kỳ Trung Cổ. Không có bất kỳ dấu tích trực tiếp nào tồn tại, trừ một số rất ít những địa danh và tên riêng tìm thấy trên các kiến trúc trong khu vực từng nằm trong Vương quốc người Pict. Tuy vậy, những gì đã biết chỉ ra rằng ngôn ngữ này có liên quan đến tiếng Britton chung mà từng được nói tại nơi ngày nay là nam Scotland, Anh và Wales. Một số ít người lại cho rằng tiếng Pict là một ngôn ngữ phi Ấn-Âu.
Tiếng Pict bị thay thế bởi tiếng Gael vào những thế kỷ sau đó. Thời vua Caustantín mac Áeda (900–943) trị vì, người ngoại quốc bắt đầu gọi vương quốc là Alba thay vì Vương quốc người Pict. Tuy tiếng Pict chẳng biến mất ngay lập tức, quá trình Gael hóa rõ ràng đã diễn ra ở thời Caustantín và trước đó nữa. Ở thời điểm nào đó, khoảng thế kỷ thứ 11, tất cả dân cư Alba đã trở thành người Scot được Gael hóa hoàn toàn, và dân tộc Pict bị lãng quên.

## Phân loại

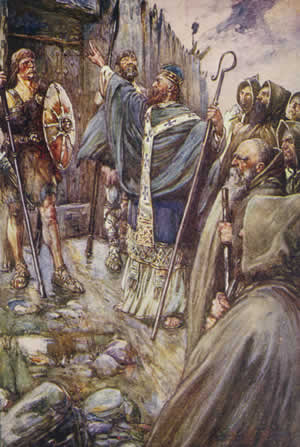
Tranh của Joseph Ratcliffe Skelton (1865–1927) tả cảnh Côlumba thuyết giảng trước Bridei, vua của Fortriu vào năm 565.

Sự tồn tại của tiếng Pict vào thời sơ kỳ Trung Cổ được khẳng định rõ ràng trong Historia ecclesiastica gentis Anglorum của Bêđa, người xem tiếng Pict là một ngôn ngữ khác biệt với của người Briton, người Ireland, và người Anh. Bêđa ghi rằng Côlumba, một người Gael, đã dùng một thông dịch viên trong cuộc truyền giáo cho người Pict. Một số giả thuyết được đưa ra về bản chất của tiếng Pict: 
- Tiếng Pict là một ngôn ngữ Celt hải đảo gần gũi với tiếng Britton chung (ngôn ngữ tiền thân của tiếng Wales, tiếng Cornwall, tiếng Cumbria, và tiếng Breton). Giả thuyết này thường được chấp nhận.[4]
- Tiếng Pict là một ngôn ngữ Celt hải đảo thuộc nhóm Goldel (cùng nhóm với tiếng Ireland, tiếng Gael Scotland và tiếng Man). Giả thuyết này từng được hưởng ứng vào thế kỷ 19, nhưng nay bị bác bỏ.[4]
- Tiếng Pict là một ngôn ngữ German gần với tiếng Anh cổ. Giả thuyết này cũng bị bác bỏ.[4]
- Tiếng Pict là một ngôn ngữ phi Ấn-Âu. Giả thuyết này được hưởng ứng vào nửa đầu thế kỷ 20, nhưng nay bị nghi ngờ.[4]

Đa số học giả đồng ý rằng tiếng Pict là một ngôn ngữ Britton, một số khác cho rằng nó chỉ liên quan đến tiếng Britton chung. Tiếng Pict đã phải chịu sự lấn át của tiếng Ireland cổ nói tại Dál Riata từ thế kỷ thứ 5.
Tiếng Pict có lẽ đã ảnh hưởng lên sự phát triển của tiếng Gael Scotland hiện đại. Điều này rõ ràng nhất ở từ mượn, nhưng quan trọng hơn là sự ảnh hưởng lên cú pháp tiếng Gael Scotland, thứ mang ít nhiều ảnh hưởng của các ngôn ngữ Britton.